# Policarp II
Policarp II (en grec antic: Πολύκαρπος Β΄), mort l'any 144, va ser bisbe de Bizanci i va succeir Fèlix en el càrrec.
Les fons antigues li atribueixen un mandat de disset anys, però l'historiador Nicèfor Cal·list Xantopul diu que només en va governar tres, del 141 al 144. Les seves restes es van enterrar en un sepulcre de marbre on hi havia també les restes d'alguns dels seus antecessors, i els noms dels enterrats.